# Euproutia vernicoma
Euproutia vernicoma är en fjärilsart som beskrevs av Louis Beethoven Prout 1913. Euproutia vernicoma ingår i släktet Euproutia och familjen mätare. Inga underarter finns listade i Catalogue of Life.